# أدينوسين رباعي الفوسفات
أدينوسين رباعي الفوسفات (
ر.ت.إ

3.6.1.14

) هو إنزيمٌ ُيحفز التفاعل الكيميائي:
أدينوسين 5'-رباعي الفوسفات + ماء (H2O)‏ {\displaystyle \rightleftharpoons } ATP + فوسفات
بالتالي فإنَّ ركيزتا هذا الإنزيم هي أدينوسين 5'-رباعي الفوسفات وماء (H2O)، بينما الناتج الكيميائي هو أدينوسين ثلاثي الفوسفات (ATP) وفوسفات.
ينتمي هذا الإنزيم إلى عائلة الهيدروليزات، خاصةً تلك التي تعمل على أنهيدريد الحمض في أنهيدريد الفوسفور. الاسم المنهجي لفئة الإنزيم هذه هو فسفوهيدرولاز الأدينوسين رباعي الفوسفات. يُشارك هذا الإنزيم في أيض البيورين.

## دراسات هيكلية
منذ أواخر عام 2007، حُلت البنية الوحيدة لهذه الفئة من الإنزيمات، مع رمز بنك بيانات البروتينات (PDB) 2V7Q.